# Vulpes chikushanensis
{{#ifeq:0|0|{{#if:Vulpes chikushanensis|{{#if:|[[]}}|[[]]}}}}
Vulpes chikushanensis — вид вимерлих хижих ссавців з родини псових, який жив у четвертинний період; викопні рештки знайдені у Китаї.